# Prisaca (okręg Vrancea)
Prisaca – wieś w Rumunii, w okręgu Vrancea, w gminie Valea Sării. W 2011 roku liczyła 147
mieszkańców.